# Chiesa di Santa Maria Immacolata a Villa Borghese
La chiesa di Santa Maria Immacolata a Villa Borghese è un luogo di culto cattolico di Roma, nel quartiere Pinciano, in Piazza di Siena.

## Storia e descrizione
La chiesa è inserita all'interno della cosiddetta Casina di Raffaello. Essa fu costruita alla fine del XVIII secolo per volere del principe Marcantonio Borghese, che fece ristrutturare un casale per braccianti e coltivatori della sua proprietà in chiesa dedicata alla Madonna; i lavori furono affidati all'architetto Mario Asprucci.
Gli affreschi della chiesa furono realizzati tra il 1791 ed il 1793 da Felice Giani.
Lavori di restauro e completamento furono realizzati nel 1829 ed in quest'occasione la chiesa fu decorata da affreschi di Pietro Carrarini. Caratteristico della chiesa è il portico con quattro colonne doriche.
La chiesa è un luogo sussidiario di culto della parrocchia di Santa Teresa d'Avila.